# Meira

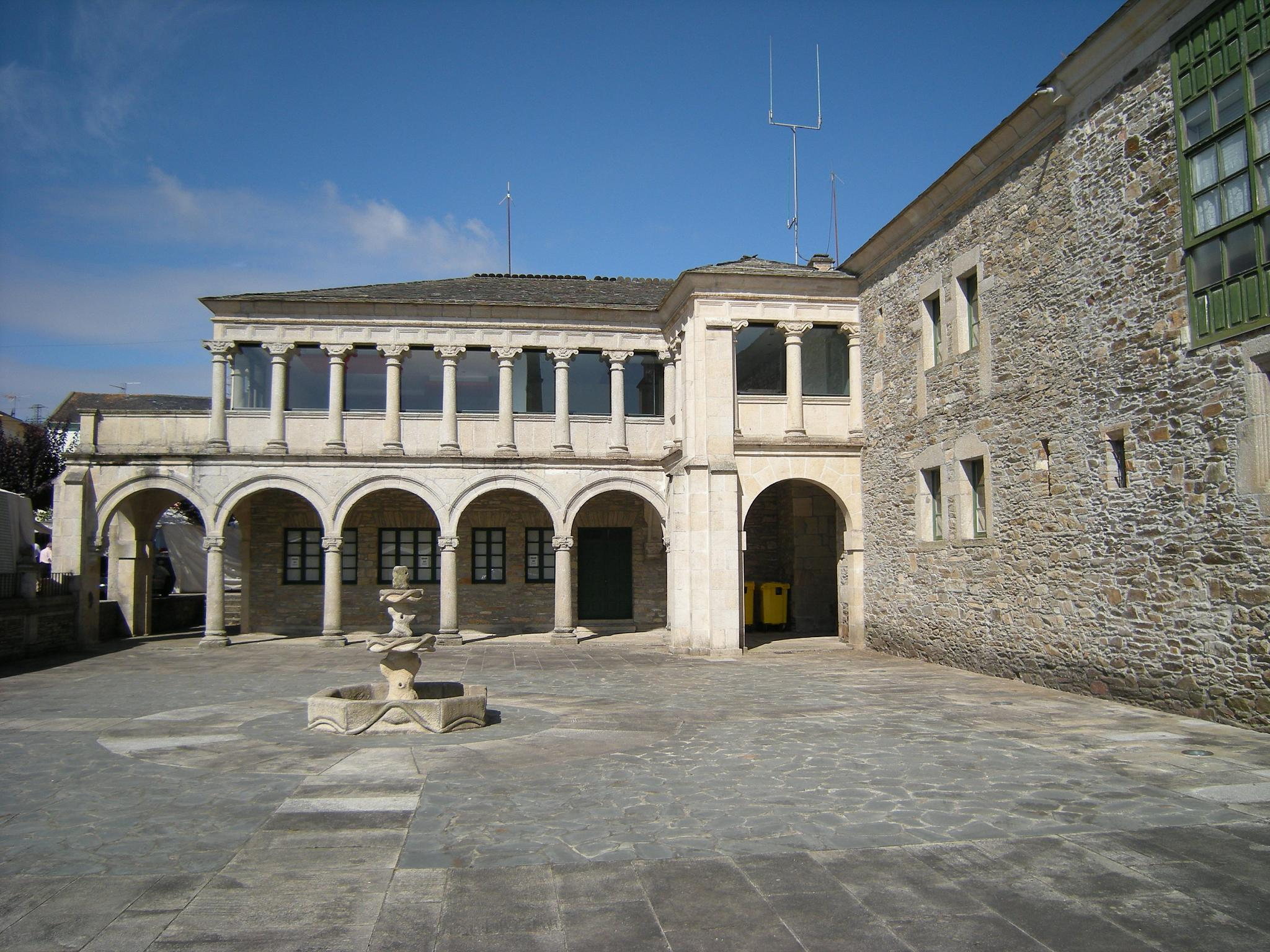
Santa Maríakerk

Meira is een gemeente in de Spaanse provincie Lugo in de regio Galicië met een oppervlakte van 47 km². Meira telt 1.747 inwoners (1 januari 2016).